# 形質置換
形質置換（けいしつちかん、character displacement）とは、生物間のニッチをめぐる競争の結果、それらの生物の形質に違いが生じる現象のこと。共進化の一種。

## 概要
生物は種間競争が発生した際、競争排除則による競争的排除（競争排除）、棲み分けや食い分けによるニッチの分割のいずれかをたどる。このうちニッチの分割は、種間競争をおこしている種のニッチが基本ニッチから実現ニッチへと変化することを伴うことがあり、このとき起こる形質の変化を形質置換という。ゆえに、形質置換はニッチをめぐる競争という選択圧によって生じる適応進化の一例といえる。また、共進化の一種である。
形質置換には主に2つの種類がある。一つは、ガラパゴスフィンチ類のくちばしやトゲウオ科の体型のように、資源利用に関わる形質の分化パターンのことである生態的形質置換である。もう一つは体色や鳴き声など繁殖行動に関わる形質の分化パターンのことである繁殖的形質置換である。前者は生活場所や餌をめぐる競争によって引き起こされ、後者は似た種間において発生する繁殖における不都合や非効率によって引き起こされる。

## 諸概念との差異

### 小進化との差異
形質置換は、同じニッチに属す複数種が同所に存在し種間競争が起きるとき、それらの生物の形質が、世代を重ねるごとに、種間競争を回避するようなものに変化していくことを指す。これは、自然選択によって種間競争を回避できる形質が集団内に広がっていくことで引き起こされる。この種間競争を回避できる形質は突然変異により獲得されるため、形質置換は小進化の一例であるといえる。また、形質置換は種間競争によって引き起こされる形質の変化であり、ある種の中で異なる形質をもつ集団が現れること全般を指す概念ではないため、同様に小進化の一例である、同所的種分化の過程によって引き起こされる形質の変化とは異なる概念である。

### 環境変異との差異
形質置換で得られた形質は次世代に受け継がれるため、形質置換は環境変異とは異なる。そのため、サクラマスとヤマメの形質の変化の例は形質置換ではない。

### 種分化との差異
形質が変化する前の集団の個体と形質が変化した後の集団の個体とで交雑は可能であり、生殖的隔離は成立していないという点で、形質置換は種分化とは異なる。すなわち、形質置換は大進化における形質の変化・分化を指す概念ではない。大進化における形質の変化・分化の概念は、適応放散と呼ばれる。ただし、形質置換によるニッチの変化は、形質が変化する前の集団の個体と形質が変化した後の集団の個体とでの交雑する機会を失わせ、やがて二つの集団は生殖的隔離を引き起こし、このことが種分化につながると考えられる。そのため、形質置換は適応放散の原動力であると考えられ、進化論における重要な概念である。

### 共進化との差異
形質置換は複数種の競争によって引き起こされる点で、共進化の一種である。形質置換は共進化のうち、同じニッチを共有し、近い形質をもった種同士でおこる例として解釈される。

## 具体例
ダーウィンフィンチ類の例がよく挙げられる。

ダーウィンフィンチ類の形質置換

ガラパゴス諸島のクロスマン島とダフネ島にはそれぞれコガラパゴスフィンチとガラパゴスフィンチが生息している。この2つの島に別々で生息する2種は体格とくちばしの大きさはほぼ同じである。一方、同じくガラパゴス諸島のチャールズ島やチャタム島には、コガラパゴスフィンチとガラパゴスフィンチが共存している。ここでの2種は種間競争の結果、摂取する種子の大きさというニッチをそれぞれが変化させることでニッチの分割を行い、競争を避けている。その結果、摂取する種子の変化に応じてくちばしの大きさに変化が生じた。このくちばしの変化が形質置換である。
なお、ガラパゴス諸島では、島ごと、環境ごとに、異なる形質をもったダーウィンフィンチ類が生息している。そのため、適応放散の例としてもダーウィンフィンチが扱われる。ダーウィンフィンチは上記の例のような形質置換を積み重ねることで、ガラパゴス諸島で適応放散を起こしたと考えられる。